# Бенедикт
Бенедикт (до 2003, Бенедикт в Словенских Горицах) је насеље и управно средиште општине Бенедикт, која припада Подравској регији у Републици Словенији.
По попису становништва из 2011. године насеље Бенедикт в Словенских Горицах имало је 955 становника.